# Liste der Baudenkmäler in Landshut-Achdorf
In der Liste der Baudenkmäler in Landshut–Achdorf sind die Baudenkmäler im Landshuter Stadtbezirk 09 Achdorf aufgelistet.
Diese Liste ist eine Teilliste der Liste der Baudenkmäler in Landshut. Grundlage der Liste ist die Bayerische Denkmalliste, die auf Basis des bayerischen Denkmalschutzgesetzes vom 1. Oktober 1973 erstmals erstellt wurde und seither durch das Bayerische Landesamt für Denkmalpflege geführt und aktualisiert wird. Die folgenden Angaben ersetzen nicht die rechtsverbindliche Auskunft der Denkmalschutzbehörde.

## Baudenkmäler
| Lage                                  | Objekt                                 | Beschreibung | Akten-Nr.      | Bild                   |
| ------------------------------------- | -------------------------------------- | --- | -------------- | ---------------------- |
| Äußere Münchener Straße 59 (Standort) | Ruffinischlösschen                     | freistehender zweigeschossiger Bau mit Ziergiebeln, wohl 2. Hälfte 17. Jahrhundert                                                                                               | D-2-61-000-554 | weitere Bilder         |
| Äußere Münchener Straße 65 (Standort) | XII. Burgfriedensstein                 | von 1735 (Im offiziellen Flyer der Stadt Landshut: Standort 42; Burgfriedensstein VII)                                                                                           | D-2-61-000-23  | XII. Burgfriedensstein |
| Anstaltsgäßchen 13 (Standort)         | Ehemalige Mädchenschule                | zweigeschossiger Satteldachbau mit Frontispiz, 1902 | D-2-61-000-645 | weitere Bilder         |
| Bachstraße 46 (Standort)              | Ehemaliges Bauernhaus                  | erdgeschossiger, giebelständiger Satteldachbau, um 1800 | D-2-61-000-557 | weitere Bilder         |
| Bachstraße 61 (Standort)              | Wohnhaus                               | zweigeschossiger Satteldachbau, vorkragender und verbretterter Giebel, um 1800                                                                                                   | D-2-61-000-559 | weitere Bilder         |
| Hagengasse 1 (Standort)               | Katholische Pfarrkirche St. Margareta  | neubarock, 1910–12 erbaut nach Plänen des Regensburger Architekten Heinrich Hauberrisser; mit Ausstattung                                                                        | D-2-61-000-560 | weitere Bilder         |
| Hagengasse 7 (Standort)               | Ehemalige Volksschule                  | dreigeschossiger Bau mit flachem Walmdach, Mitte 19. Jahrhundert | D-2-61-000-555 | weitere Bilder         |
| Hagengasse 9 (Standort)               | Ehemalige Pfarrkirche St. Margareta    | spätgotischer Bau um 1440, in der Barockzeit teilweise verändert; Friedhofskapelle, um 1500; mit Ausstattung; Friedhofsmauer und schmiedeeiserne Grabkreuze                      | D-2-61-000-561 | weitere Bilder         |
| Ruffinstraße 7, 9 (Standort)          | Ehemaliges Hofmarksschloss Achdorf     | zweigeschossige zweiflügelige Anlage von 19 zu 17 Achsen, mit Walmdach, 1. Hälfte 18. Jahrhundert; einen dritten Flügel bilden die Nebengebäude                                  | D-2-61-000-562 | weitere Bilder         |
| Sperberweg 1 (Standort)               | Wohnhaus                               | eingeschossiges Gebäude mit hohem Sockelgeschoss und Mansardwalmdach, mit abgesetztem Vorbau und über Eck gezogenem Erker, mit Elementen des Reformstils, von Karl Foerstl, 1927 | D-2-61-000-804 | weitere Bilder         |
| Weinzierlstraße 17 (Standort)         | Villa (sogenannte Scheidemandel-Villa) | zweigeschossiger Bau mit Halbwalmdach, dreigeschossiger Eckturm mit Walmdach, angeblich um 1890 nach Plänen von Georg Hauberrisser erbaut; mit Ausstattung                       | D-2-61-000-537 | weitere Bilder         |